# PMP2
La protéine de myéline périphérique P2 est une protéine qui est chez l'humain codée par le gène homonyme PMP2,,, présent sur le chromosome 8. Cette protéine est un constituant de la myéline du système nerveux périphérique (SNP) et est également présente en petites quantités dans la myéline du système nerveux central (SNC). En tant que protéine structurelle, il est théorisé qu'elle stabilise les membranes de myéline et joue un rôle dans le transport des lipides dans les cellules de Schwann. Structurellement, elle appartient à la famille des protéines de liaison aux acides gras (FABP).